# جاسمين ترينك
جاسمين ترينك (بالإيطالية: Jasmine Trinca)‏ هي ممثلة إيطالية، ولدت في 24 أبريل 1981 بروما في إيطاليا.

## أعمال

### أفلام
- (2011)  ذكريات من منزل الدعارة[3]
- (2014) سان لوران
- (2018) على جلدي

## وصلات خارجية
- جاسمين ترينك على موقع IMDb (الإنجليزية)
- جاسمين ترينك على موقع روتن توميتوز (الإنجليزية)
- جاسمين ترينك على موقع قاعدة بيانات الأفلام العربية
- جاسمين ترينك على موقع ألو سيني (الفرنسية)
- جاسمين ترينك على موقع أول موفي (الإنجليزية)
- جاسمين ترينك على موقع قاعدة بيانات الأفلام السويدية (السويدية)
- جاسمين ترينك على موقع قاعدة بيانات الفيلم (الإنجليزية)
- جاسمين ترينك على موقع كينوبويسك (الروسية)